# Maurice Joshua
Maurice Joshua, znany także jako Maurice (ur. 1967 w Chicago) – amerykański producent muzyczny i remikser.

## Życiorys
Karierę muzyczną Joshua rozpoczął w 1988 roku. Wówczas to nagrał EP  I Gotta Big Dick oraz This Is Acid. Drugi z tych utworów zajął pierwsze miejsce na liście Hot Dance Club Play magazynu „Billboard”.
Tworzył remiksy nagrań takich artystów, jak Destiny's Child, Rihanna, Shakira, En Vogue, Whitney Houston, NSYNC, Kelly Rowland, Kim English, Jennifer Hudson i Michael Jackson. W 2000 i 2002 roku był nominowany do nagrody Grammy. W 2003 roku wygrał nagrodę w kategorii Najlepszy remiks za utwór „Crazy in Love (Maurice's Soul Mix)”.